# Anthophora bahamensis
Anthophora bahamensis är en biart som beskrevs av Brooks 1988. Anthophora bahamensis ingår i släktet pälsbin, och familjen långtungebin. Inga underarter finns listade i Catalogue of Life.